# 松本茂伸
松本茂伸（日语：／ Matsumoto Shigenobu，1973年2月15日—），日本漫畫家。男性。出身於和歌山縣。

## 簡歷
1990年，以《登校一番!!》獲得小學館新人漫畫大獎兒童部門佳作，並以以在《快樂快樂月刊》首次亮相。
1994年至2000年，負責《快樂快樂月刊》讀者專區「快樂快樂粉絲俱樂部」的插圖。
1995年，首部連載作品在《別冊快樂快樂》上連載。
1997年，《別冊快樂快樂》出版的第一本單行本推出（1999年終了）。
1999年開始連載以交換卡片遊戲《魔法風雲會》為主的《決鬥大師》，一直持續到2011年（標題從2005年4月號起改為《決鬥大師FE》，從2008年7月號起改為《決鬥大師SX》）。《決鬥大師》原本是一款交換卡片遊戲，後來變得非常受歡迎，以至於成為東京電視台電視動畫和電影動畫、電腦遊戲。
2021年，《決鬥大師》系列獲得第66屆小學館漫畫獎兒童部門。

## 人物

### 漫畫製作
松本在編到「當主角遇到困難時，他真的崩潰了」時，就深深地融入了漫畫世界。由於他為月刊《快樂快樂月刊》繪製創作，而不是為週刊，他才可以「繼續在那個世界裡畫畫」，他說「我要休息一個月，這樣我就可以回到現實世界了」。松本說「當我要進行命名時，我又要進入嚴酷的世界了，這真的很難熬」。因此，他年輕時過得很煎熬，但到了2024年，他「累積了經驗，並且能夠相當程度地掌控它」。

## 作品列表

### 連載
- （《別冊快樂快樂（日语：別冊コロコロコミック）》1995年6月號—10月號[4]）—收錄於第3冊。
- （《別冊快樂快樂》1995年12月號[5]—1996年2月號[5]）
- （《別冊快樂快樂》1996年6月號[5]—1999年4月號[5]）
- 決鬥大師（《快樂快樂月刊》1999年5月號—2005年3月號）
  - 決鬥大師FE（《快樂快樂月刊》2005年4月號—2008年6月號）
  - 決鬥大師SX（《快樂快樂月刊》2008年7月號—2011年3月號）
  - 決鬥大師Victory（《快樂快樂月刊》2011年4月號—2014年3月號）
  - 決鬥大師VS（《快樂快樂月刊》2014年4月號—2017年2月號）
  - 決鬥大師（2017年版）（《快樂快樂月刊》2017年3月號—2020年2月號）
  - 決鬥大師KING（《快樂快樂月刊》2020年3月號—2022年8月號[7]）
  - 決鬥大師WIN（《快樂快樂月刊》2022年9月號[8]—）
- 決鬥大師外傳（《別冊快樂快樂》2001年10月號—2005年4月號）
- 新星輝決鬥大師 Flash（《別冊快樂快樂》2006年4月號—2007年2月號）
- 大長篇決鬥大師（《別冊快樂快樂》）
- 鍊人（《快樂快樂G（日语：コロコロG）》1號—）—因雜誌停刊而中斷。
- 鬼太郎（原作：水木茂，《別冊快樂快樂》2018年6月號[9]—2020年2月號）
- （漫畫：Kohe（日语：コーヘー），《快樂快樂兄貴（日语：コロコロアニキ）》2018年秋季號[10]—2021年春季號[11]）—擔任原作。
- Duel Masters LOST ～追憶的水晶～（作畫：金林洋，《快樂快樂週刊》2024年2月1日[12]—）—擔任原作[12]。
- 超人力霸王：蜘蛛人來了（原案：圓谷Pro.、協力：大石真司、作畫：緋呂河智（日语：緋呂河とも），《快樂快樂週刊》2024年8月14日[13]—）—負責劇本[13]。
- （《快樂快樂週刊》2024年10月5日[14]—）—負責命名[15]。

### 短篇
- （《快樂快樂月刊》1993年增刊新年號[16]、《快樂快樂月刊》1993年2月號[16]）—出道作品[1]。
- （《別冊快樂快樂》1994年12月號[17]）
- （《別冊快樂快樂（日语：別冊コロコロコミック）》1995年2月號[17]）
- （《別冊快樂快樂》1994年6月號[18]）—收錄於第3冊。
- （《別冊快樂快樂》1999年6月號）

### 書籍
- ，小學館〈瓢蟲漫畫（日语：てんとう虫コミックス）〉1997年—1999年，全3冊
- 《決鬥大師》，小學館〈瓢蟲漫畫〉1999年—2005年，全17冊
  - 《決鬥大師FE》，小學館〈瓢蟲漫畫〉2005年—2008年，全12冊
  - 《決鬥大師FSX》，小學館〈瓢蟲漫畫〉2009年—2011年，全9冊
  - 《決鬥大師Victory》，小學館〈瓢蟲漫畫〉2011年—2014年，全10冊
  - 《決鬥大師VS》，小學館〈瓢蟲漫畫〉2014年—2017年，全12冊
  - 《決鬥大師》（2017年版），小學館〈瓢蟲漫畫〉2017年—2020年，全11冊
  - 《決鬥大師King》，小學館〈瓢蟲漫畫〉2020年—2022年，全8冊
  - 《決鬥大師WIN》，小學館〈瓢蟲漫畫〉2023年—，已出版7冊（截至2025年2月27日）
- 《決鬥大師外傳》，小學館〈瓢蟲漫畫〉2005年，全1冊
- 《新星輝決鬥大師 Flash》，小學館〈瓢蟲漫畫〉2007年，全1冊
- 《大長篇決鬥大師》，小學館〈瓢蟲漫畫〉2009年—2011年，全3冊
- 《鍊人》，小學館〈瓢蟲漫畫〉2011年—，已出版1冊
- 《鬼太郎》、原作：水木茂，小學館〈瓢蟲漫畫〉2019年—2020年，全2冊
- ，漫畫：Kohe（日语：コーヘー），小學館〈快樂快樂兄貴漫畫〉2020年—2021年，全2冊
- 《Duel Masters LOST ～追憶的水晶～》，原案：圓谷Pro.、協力：大石真司、作畫：緋呂河智（日语：緋呂河とも），小學館〈BIG COMICS〉2024年—，已出版1冊（截至2024年10月30日）
- 《Duel Masters LOST ～月下的死神～》，作畫：金林洋，小學館〈瓢蟲漫畫〉2025年，全2冊
- ，作畫：，小學館〈瓢蟲漫畫〉2025年—，已出版1冊（截至2025年3月28日）

## 相關人物
Kohe
前助手。

## 外部連結
- （日語）—松本茂伸的官方個人部落格。